# Kościół św. Jakuba i Anny w Przasnyszu
Kościół klasztorny pw. św. Jakuba i Anny w Przasnyszu to jeden z najpóźniejszych kościołów gotyckich w Polsce. Razem z przylegającym doń wczesnobarokowym klasztorem wpisany został na listę Kanonu Krajoznawczego Polski PTTK i do I grupy zabytków.

## Rys historyczny

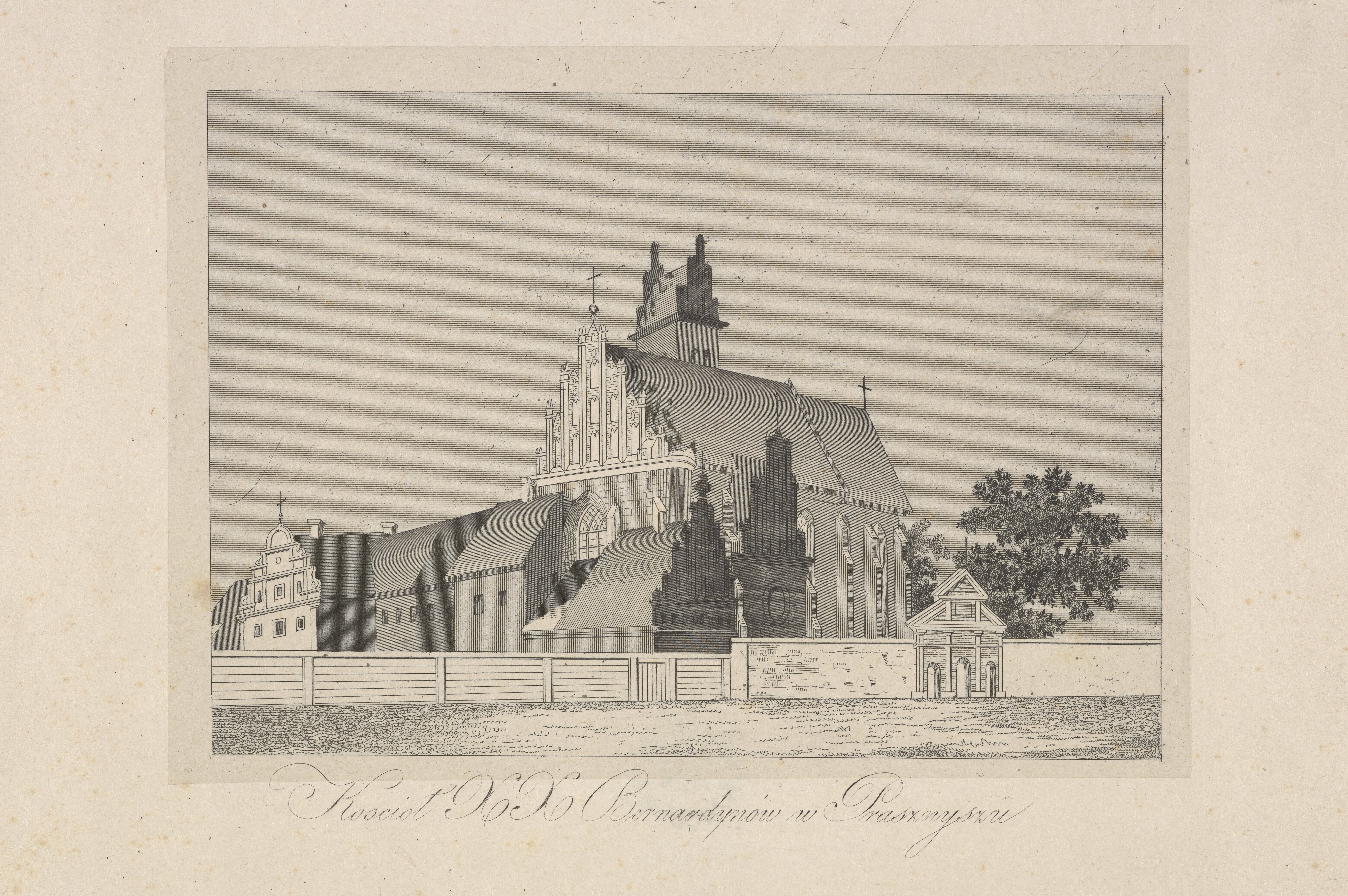
Kościół i klasztor na grafice sprzed 1842

Inicjatorem budowy zespołu klasztornego był brat św. Stanisława, chorąży ciechanowski Paweł Kostka. W 1586 uzyskał on od papieża Sykstusa V pozwolenie na sprowadzenie do Przasnysza zakonu bernardynów. Na budowę kościoła i klasztoru Paweł przeznaczył całe swoje dobra rodzinne w Rostkowie. Budowa, rozpoczęta w 1588 pod kierunkiem nieznanego architekta, na miejscu dawnego kościoła szpitalnego św. Jakuba Apostoła, trwała do 1618. Przed 1607 z funduszów Elżbiety Mostowskiej dobudowano do kościoła od strony południowej kaplicę św. Anny. Konsekracji kościoła dokonał w 1635 biskup pomocniczy płocki Stanisław Starczewski. Zabudowania klasztorne wzniesiono staraniem Jana Nowodworskiego i jego żony Barbary z Kretkowskich (ostatecznie ukończono je dopiero w 1671).
W czasie potopu szwedzkiego kościół został splądrowany. Najeźdźcy zabili o. Stanisława Janarowskiego, zaś diakona Felicjana z Sulmierzyc zamęczyli w sąsiednim Karbówku. Bernardyni użytkowali kościół i klasztor do kasaty w 1864. Prowadzili cieszącą się renomą szkołę męską, posiadali bogatą bibliotekę, z której zasobów korzystał m.in. Joachim Lelewel. Kilku zakonników zaangażowało się w działalność patriotyczną podczas powstania styczniowego. Po 1864 kościół był zarządzany przez rektora, a klasztor przeznaczono na cele świeckie.
W czasie I wojny światowej obiekty te były wielokrotnie niszczone. Od 1916 prace konserwatorskie przy kościele i klasztorze prowadzili z ramienia Towarzystwa Opieki nad Zabytkami Przeszłości Kazimierz Skórewicz i Kazimierz Tołłoczko. 17 czerwca 1923 nastąpiło przejęcie klasztoru w Przasnyszu przez Zgromadzenie Męki Jezusa Chrystusa – pasjonistów, w obecności delegata generała zakonu. Pasjoniści kontynuowali odbudowę kościoła i klasztoru ze zniszczeń wojennych. W l. 1924–1928 zrekonstruowano dach i strop kościoła oraz północne i częściowo pozostałe skrzydła klasztoru.
W okresie okupacji hitlerowskiej siedmiu zakonników z przasnyskiego konwentu zostało wywiezionych do niemieckiego obozu koncentracyjnego Soldau (KL) w Działdowie i tam zamordowanych. Niemcy zamienili kościół na spichlerz, a budynki klasztorne na szpital i więzienie. Rozebrali też zabytkowe ogrodzenie z XVIII w. i kapliczkę-rotundę św. Wawrzyńca z 1615.
Po wojnie kościół był wielokrotnie remontowany. 26 września 1982 stał się ośrodkiem parafii pw. św. Stanisława Kostki.

## Architektura
Kościół św. św. Anny i Jakuba powtarza układ macierzystej świątyni w Bydgoszczy z lat 1545–1552. Nawa jest czteroprzęsłowa, z prostokątną kaplicą od południa, prezbiterium nieco węższe, dwuprzęsłowe, zamknięte trójbocznie. Od strony północnej kościoła, przy styku nawy z prezbiterium, wznosi się 32-metrowa, czworoboczna wieża. Jej budowę ukończono w 1635. Ściany kościoła są oskarpowane, a duże okna zamknięte ostrołukowo. We wschodniej ścianie prezbiterium znajduje się ostrołukowa wnęka i okno koliste, w elewacji południowej kaplicy – duża, kolista, otynkowana blenda. Piękne są gotyckie szczyty nawy i kaplicy ze sterczynami i wimpergami o kolistych przeźroczach. Ok. 1637 r. wystawiono przed fasadą kościoła niską kruchtę, wysuniętą ku południowi oraz pomieszczenie między kruchtą i kaplicą, z wejściem na kolistą wieżyczkę schodkową. Elewacja południowa kruchty i pomieszczenia przy kaplicy zwieńczona została szczytem, przekształconym w 1923 r., w którego dolnej strefie zwraca uwagę zegar słoneczny. Nad wejściem do kruchty znajduje się tablica piaskowcowa z napisem łacińskim poświęconym fundacji Jana i Barbary Nowodworskich. Wyżej, w przeszklonej wnęce umieszczono ludową figurkę Matki Bożej Skępskiej.

## Wnętrze

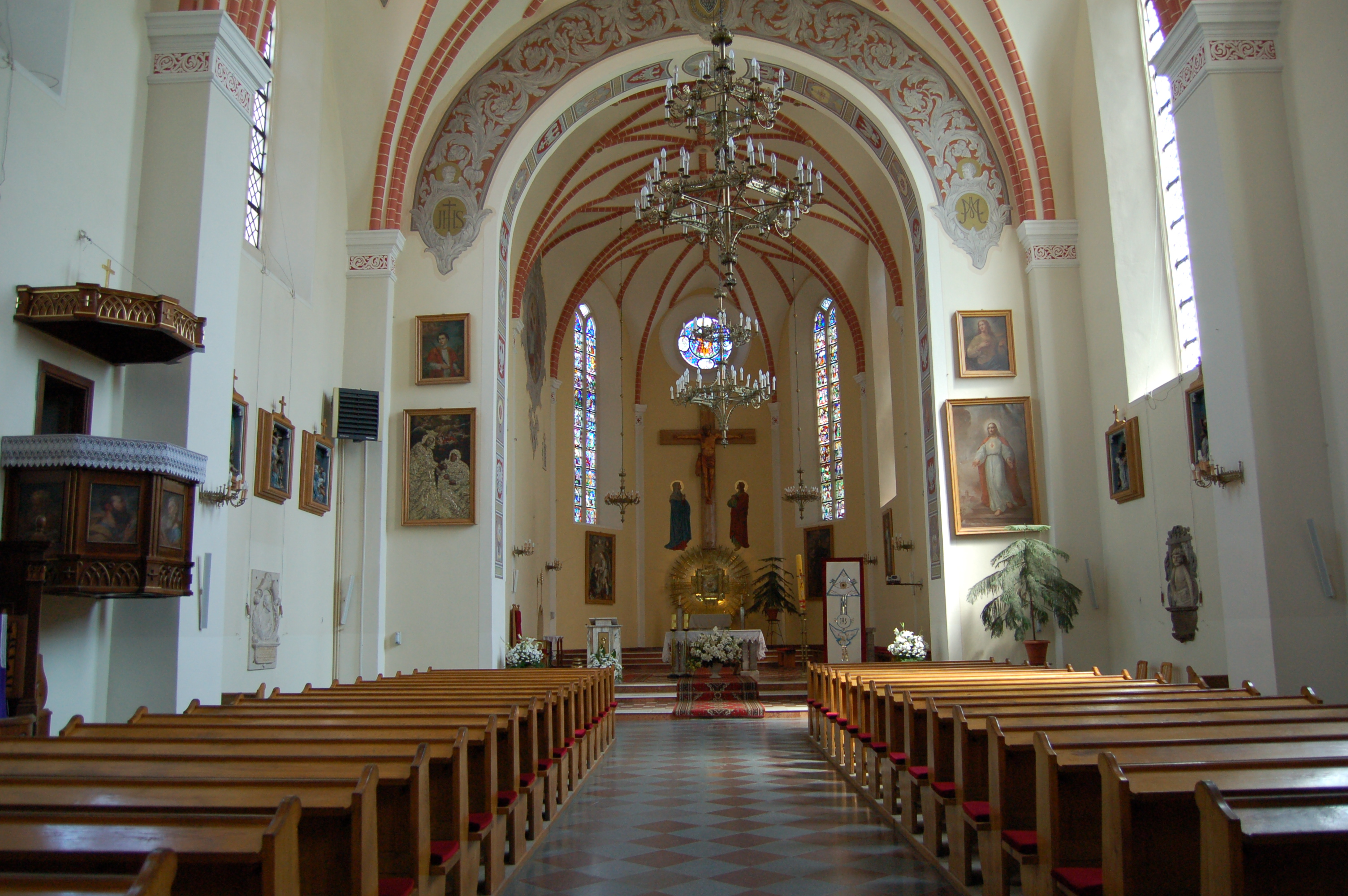
Wnętrze kościoła

W kruchcie kościoła znajduje się grobowiec Sługi Bożego o. Bernarda Kryszkiewicza, pasjonisty.
W 1995 uroczyście obchodzono w Przasnyszu 80 rocznicę urodzin i 50 rocznicę śmierci o. Bernarda. 12 listopada mszy św. przy jego grobie przewodniczył prymas Polski, kardynał Józef Glemp w asyście biskupów polskich i władz zakonnych pasjonistów z Rzymu. 14 grudnia 2001 przed kościołem pasjonistów w Przasnyszu biskup płocki Stanisław Wielgus poświęcił pomnik o. Bernarda autorstwa Jana Stępkowskiego ze Strzegowa.
Boczne przejście z kruchty prowadzi do krużganka, ograniczającego od południa wirydarz klasztorny i zamkniętego ścianą z wejściem do zakrystii. Nad drzwiami prowadzącymi z kruchty do nawy znajduje się tablica z czarnego marmuru poświęcona Janowi Kamińskiemu (zm. 1831).
Po prawej stronie od wejścia do nawy wisi łaskami słynący, nadnaturalnej wielkości krucyfiks barokowy z ok. 1630.
W 2003, w 80. rocznicę przybycia pasjonistów do Przasnysza, obok figury Ukrzyżowanego umieszczono tablicę pamiątkową.
Nawa i prezbiterium kościoła nakryte są kolebkowym sklepieniem, z gwiaździstą siatką żeber. Spływy sklepienia wspierają się w nawie na filarach przyściennych, w prezbiterium zaś – na pilastrach. Sklepienie zostało w znacznej mierze zrekonstruowane po zniszczeniach I wojny światowej. Polichromie w kościele wykonali w l. 1952–1953 Jerzy Hoppen i Kazimierz Kwiatkowski. Autorstwa K. Kwiatkowskiego są również obrazy na ścianie tęczowej (w tym Serce Jezusa po prawej stronie nawy z namalowaną w tle sylwetą kościoła i klasztoru) oraz głowy ewangelistów na ambonie wykonanej w 1952 według projektu o. Stanisława Michalczyka. Witraże w prezbiterium wykonał w l. 1950–1953 Stanisław Powalisz. W 1983 postawiono nowy ołtarz główny w formie krzyża z pełnoplastyczną postacią Chrystusa i tabernakulum w kształcie słońca.
Na ścianie tęczowej po lewej stronie nawy zwraca uwagę obraz św. Anny Samotrzeć z XVII w., w sukience z blachy srebrnej, przeniesiony z bocznej kaplicy kościoła.
W dawnej kaplicy św. Anny, otwartej do nawy półkolistą arkadą, znajduje się cudowny obraz Matki Boskiej z Dzieciątkiem, czczony jako Niepokalana Przewodniczka z Przasnysza. Przy obrazie liczne wota. 18 września 1977 wizerunek MB Przasnyskiej został koronowany koronami papieskimi przez ordynariusza płockiego Bogdana Sikorskiego. W uroczystościach odpustowych przypadających w oktawę święta Niepokalanego Poczęcia (8–15 grudnia) uczestniczą wielotysięczne rzesze wiernych przybywających nawet z bardzo odległych stron.

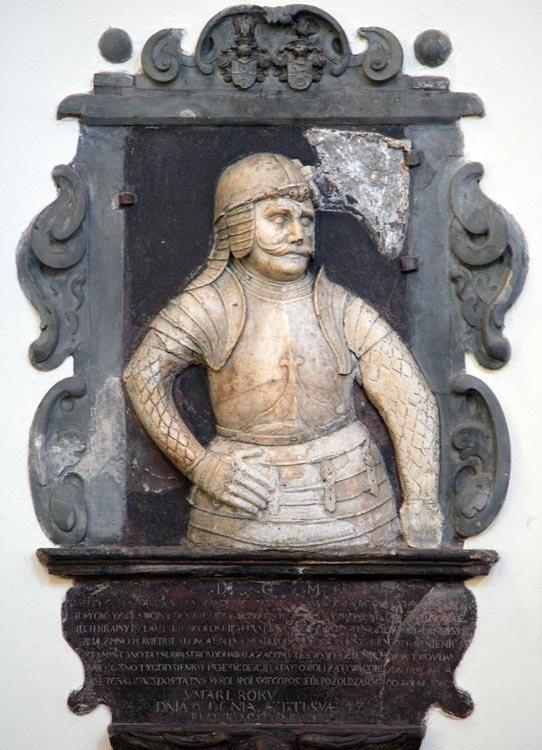
Nagrobek Adriana Szumskiego

Na filarze po prawej stronie nawy, obok kaplicy, znajduje się tablica upamiętniająca pasjonistów polskich zamordowanych w hitlerowskich obozach koncentracyjnych w Działdowie i Dachau.
Po tej samej stronie nawy zachowały się: XVII-wieczne epitafium Jana Przeradowskiego, dworzanina królewskiego (zm. 1617) z napisem w języku łacińskim oraz nagrobek-epitafium Adriana Szumskiego (zm. 1632).
Nagrobek Szumskiego ukazuje rzeźbioną w alabastrze półpostać rycerza w zbroi. Umieszczona poniżej inskrypcja stanowi bardzo ciekawy przykład staropolskiej poezji nagrobnej. Nieco zmieniony fragment tej inskrypcji został uwieczniony przez Marię Dąbrowską (pochodzącą z rodu Szumskich) w Nocach i dniach.
Po lewej stronie nawy znajduje się tablica poświęcona o. Juliuszowi Dzidowskiemu (1889–1967), długoletniemu przełożonemu pasjonistów w Polsce, zasłużonemu przy odbudowie kościoła i klasztoru w Przasnyszu.
W podziemiach kościoła spoczywają zakonnicy ze zgromadzeń bernardynów i pasjonistów oraz dobrodzieje klasztoru.
17 września 2010 przy kościele odsłonięto Krzyż Katyński wraz z tablicą upamiętniającą ofiary katastrofy polskiego Tu-154 w Smoleńsku.

## Klasztor
Do kościoła od północy przylega czworobok zabudowań klasztornych o cechach wczesnego baroku, piętrowy, z wirydarzem i krużgankami. Jego najciekawsze fragmenty to refektarz, krużganek skrzydła północnego i barokowa fasada szczytu północnego skrzydła, wysunięta ryzalitem ku zachodowi.